# Labarrère
Labarrère is een plaats en voormalige gemeente in het Franse departement Gers in de regio Occitanie in de streek die vroeger Gascogne werd genoemd en telt 226 inwoners (2004). De plaats maakt deel uit van het arrondissement Condom.

## Geschiedenis
Labarrère fuseerde op 1 januari 2016 met de gemeente Castelnau-d'Auzan tot de gemeente Castelnau d'Auzan Labarrère.

## Geografie
De oppervlakte van Labarrère bedraagt 13,1 km², de bevolkingsdichtheid is 17,3 inwoners per km².
De onderstaande kaart toont de ligging van Labarrère met de belangrijkste infrastructuur en aangrenzende gemeenten.

## Demografie
Onderstaande figuur toont het verloop van het inwonertal.
De gemeente maakt deel uit van het Kanton Montreal waar bij de laatste volkstelling (1999) op een oppervlakte van meer dan 240 km² slechts 4.741 inwoners werden geteld.